# Megachile perspicua
Megachile perspicua är en biart som beskrevs av Mitchell 1930. Megachile perspicua ingår i släktet tapetserarbin, och familjen buksamlarbin. Inga underarter finns listade i Catalogue of Life.